# دونالد ك. بروس
دونالد ك. بروس (بالإنجليزية: Donald C. Bruce)‏ هو سياسي أمريكي، ولد في 27 أبريل 1921 في الولايات المتحدة، وتوفي بنفس المكان في 31 أغسطس 1969. حزبياً، نشط في الحزب الجمهوري. انتخب عضو مجلس النواب الأمريكي.